# Mauern
Mauern è un comune tedesco di 2 733 abitanti, situato nel land della Baviera.